# Boost (C++ 라이브러리)
소프트웨어 개발에서 Boost는 C++ 프로그래밍 언어를 위한 선형대수, 의사 난수 발생, 멀티스레딩, 영상 처리, 정규 표현식, 그리고 유닛 테스트와 같은 작업들과 구조들을 지원하는 라이브러리들의 집합이다. 릴리즈 1.52는 80개가 넘은 개별 라이브러리들을 포함한다.
대부분의 Boost 라이브러리들은 자유롭게 그리고 사유 소프트웨어 프로젝트들에 사용될 수 있도록 설계된 Boost Software License을 따르고 있다. 몇몇 Boost 라이브러리들은 Technical Report 1과 C++11 표준으로 채택되어 포함되었다.
Boost의 창시자들 중 많은 수는 C++ 표준 위원회에 속해 있다.

## 같이 보기
- 표준 템플릿 라이브러리
- List of C++ template libraries
- Perforce Jam

## 추가 읽을거리
- Demming, Robert; Duffy, Daniel J. (2010). 《Introduction to the Boost C++ Libraries》. Volume 1 - Foundations. Datasim. ISBN 978-94-91028-01-4.
- Demming, Robert; Duffy, Daniel J. (2012). 《Introduction to the Boost C++ Libraries》. Volume 2 - Advanced Libraries. Datasim. ISBN 978-94-91028-02-1.
- Karlsson, Björn (2005). 《Beyond the C++ Standard Library: An Introduction to Boost》. Addison-Wesley. ISBN 978-0-321-13354-0.
- Schäling, Boris (2011). 《The Boost C++ Libraries》. XML Press. ISBN 978-0-9822191-9-5.
- Siek, Jeremy G.; Lee, Lie-Quan; Lumsdaine, Andrew (2001). 《The Boost Graph Library: User Guide and Reference Manual》. Addison-Wesley. ISBN 978-0-201-72914-6.